# Kotlina Budziejowicka
Kotlina Budziejowicka (czes. Českobudějovická pánev) – mezoregion w obrębie Masywu Czeskiego, leżący w południowo-zachodniej części Wyżyny Czeskomorawskiej, stanowi zachodnią część Kotlin Południowoczeskich.
Kotlina Budziejowicka położona jest w południowej części Czech, na południowy zachód od Pragi. Jej powierzchnia wynosi 640 km². Jest to alpejski (trzeciorzędowy) rów tektoniczny biegnący z północnego zachodu na południowy wschód, o długości 70 km i maksymalnej szerokości 10-12 km. Jego powierzchnia jest równinna, częściowo pagórkowata, otoczona górami, o średniej wysokości 408 m n.p.m.
Podłoże zbudowane jest ze skał metamorficznych Moldanubikum. Większa część powierzchni pokryta jest osadami górnokredowymi i trzeciorzędowymi oraz czwartorzędowymi. Występują tu m.in. gliny lessopochodne, żwirowe i piaszczyste nanosy rzeczne. Są tu znaczne obszary zalewowe oraz torfowiska.
Leży w dorzeczu Wełtawy, dopływu Łaby.
Graniczy na północnym zachodzie z Blatenską pahorkatiną, na północnym wschodzie z Táborská pahorkatina, na wschodzie z Kotliną Trzebońską, na południu z Novohradské podhůří i na południowym zachodzie z Šumavské podhůří.

## Podział

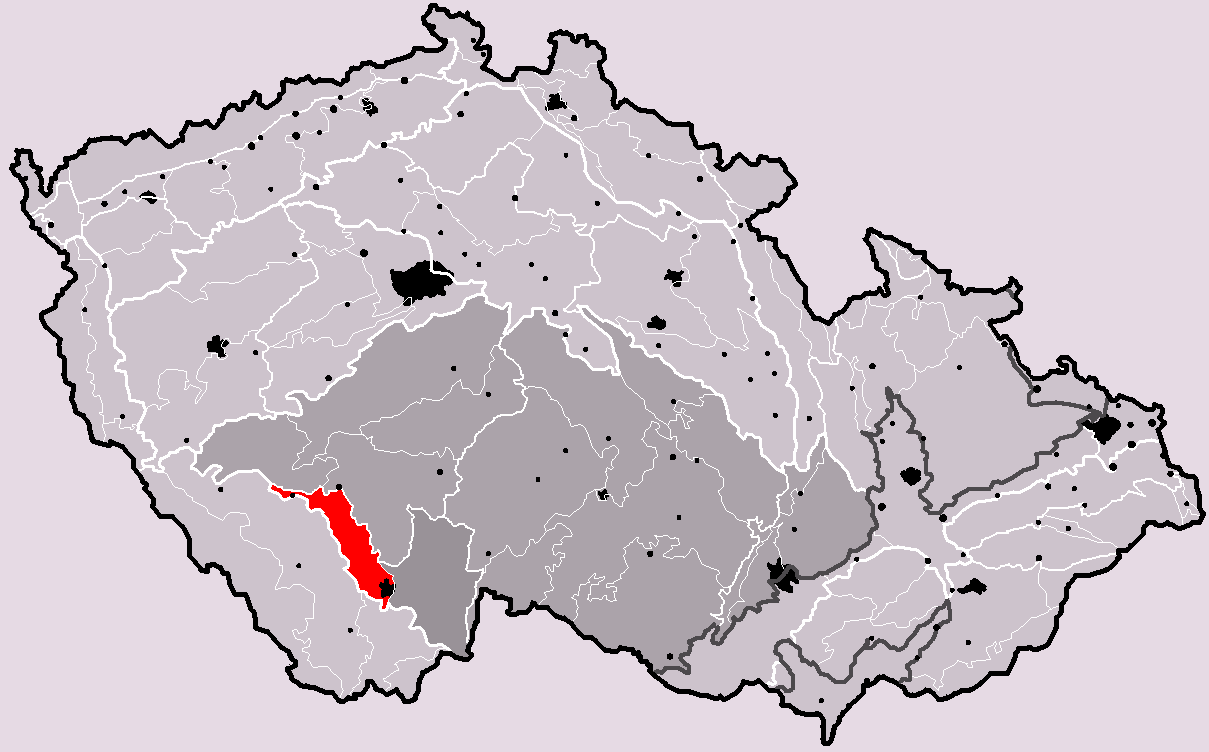
Położenie Kotliny Budziejowickiej

Kotlina Czeskobudziejowicka:
- Putimská pánev
  - Strakonická kotlina
  - Kestřanská pánev
  - Mladějovická pahorkatina

- Blatská pánev
  - Vodňanská pánev
  - Chvalešovická pahorkatina
  - Zlivská pánev